# Club Unión Callao de Deportes
Maillots
Le Club Unión Callao de Deportes est un club péruvien de football disparu basé à Callao.

## Histoire
Champion à trois reprises du tournoi de 2e division du Pérou, l'Unión Callao fait régulièrement l'ascenseur entre 1951 et 1955. Revenu en D2 dès 1956, il plonge en ligue de district du Callao à la fin de la saison avant de disparaître définitivement en 1962.

## Résultats sportifs

### Palmarès
| Compétitions nationales                                                                  | Compétitions régionales                                                       |
| - Championnat du Pérou D2 (3) : - Champion : 1950, 1952 et 1954. - Vice-champion : 1946. | - Liga Regional de Lima y Callao (1) : - Vainqueur : 1945. - Deuxième : 1944. |

### Bilan et records
- Saisons au sein du championnat du Pérou : 3 (1951 / 1953 / 1955).
- Saisons au sein du championnat du Pérou D2 : 8 (1946-1950 / 1952 / 1954 / 1956).